# Parallelogrammführung

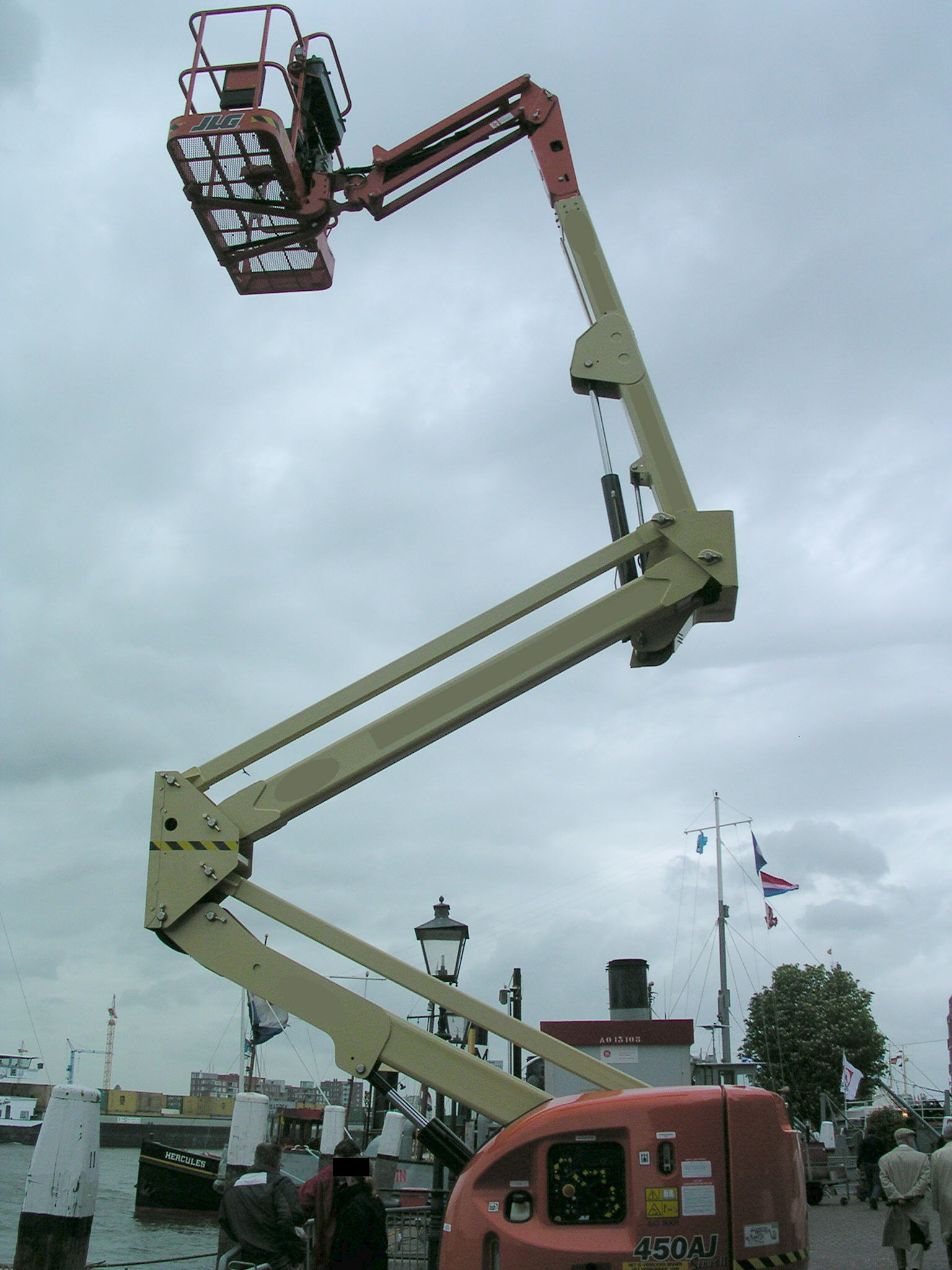
Hubarbeitsbühne. Die unteren beiden Segmente und das obere werden per Parallelogramm, das zweite von oben hydraulisch geführt

Eine Parallelogrammführung bezeichnet in der Technik einen Mechanismus, mit Hilfe dessen ein an einem Doppel-Arm befestigtes Objekt während des Schwenkens des Armes im ursprünglichen Winkel in der Ebene senkrecht zur Drehachse gehalten wird. Sie ist ein Führungsgetriebe, d. h. ein Getriebe der Viergelenkkette, dessen jeweils gegenüberliegende Glieder gleich lang sind, also ein Parallelogramm bilden. Im Beispiel der Hubarme in nebenstehender Abbildung behalten die kurzen Glieder (die Kurbeln) beim Heben und Senken ihre Richtung. Der einfache Arm rechts oben ist an seinen Enden je als Kurbel ausgebildet (oben für die obere, unten für die mittlere  Parallelogrammführung).

## Anwendung
Parallelogrammführungen werden in vielfältiger Art in technischem Gerät verwendet, bei dem eine Last im Raum bewegt werden und dabei ihre Winkellage beibehalten soll: Bei der Dreipunkthydraulik an Traktoren zum Heben und Senken von Anbaugeräten, beim Bewegen von Stückgut mit dem Frontlader sowie bei manchen Hubarbeitsbühnen. Bei Dampfmaschinen ist sie Teil des Wattschen Parallelogramms.
In kleinerem Maßstab findet sich das Prinzip etwa bei Schwenkarmen von Lampen, Mikrofonstativen, PC-Monitor-Haltern oder im Steadycam-System. Bei diesen ermöglichen zwei aneinander gekoppelte federbelastete Parallelogramme in Verbindung mit der beweglichen Lagerung am Fußpunkt die geführte Bewegung in drei Dimensionen. Beim Pantografen wird mit Hilfe eines Parallelogramms eine Bewegung proportional skaliert.

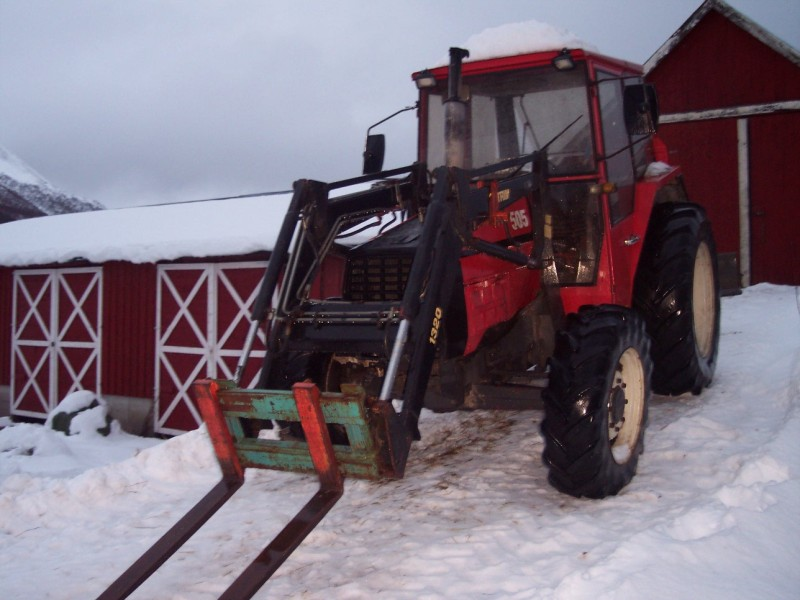
Frontlader: Die Neigung der Frontgabel ändert sich  beim Heben nicht. Voraussetzung: hydraulisch verstellbarer oberer Arm auf gleiche Länge wie unterer Arm      eingestellt.
Zwei (voneinander unabhängige) Scheibenwischer: Die Wischer bleiben beim Wischen senkrecht.
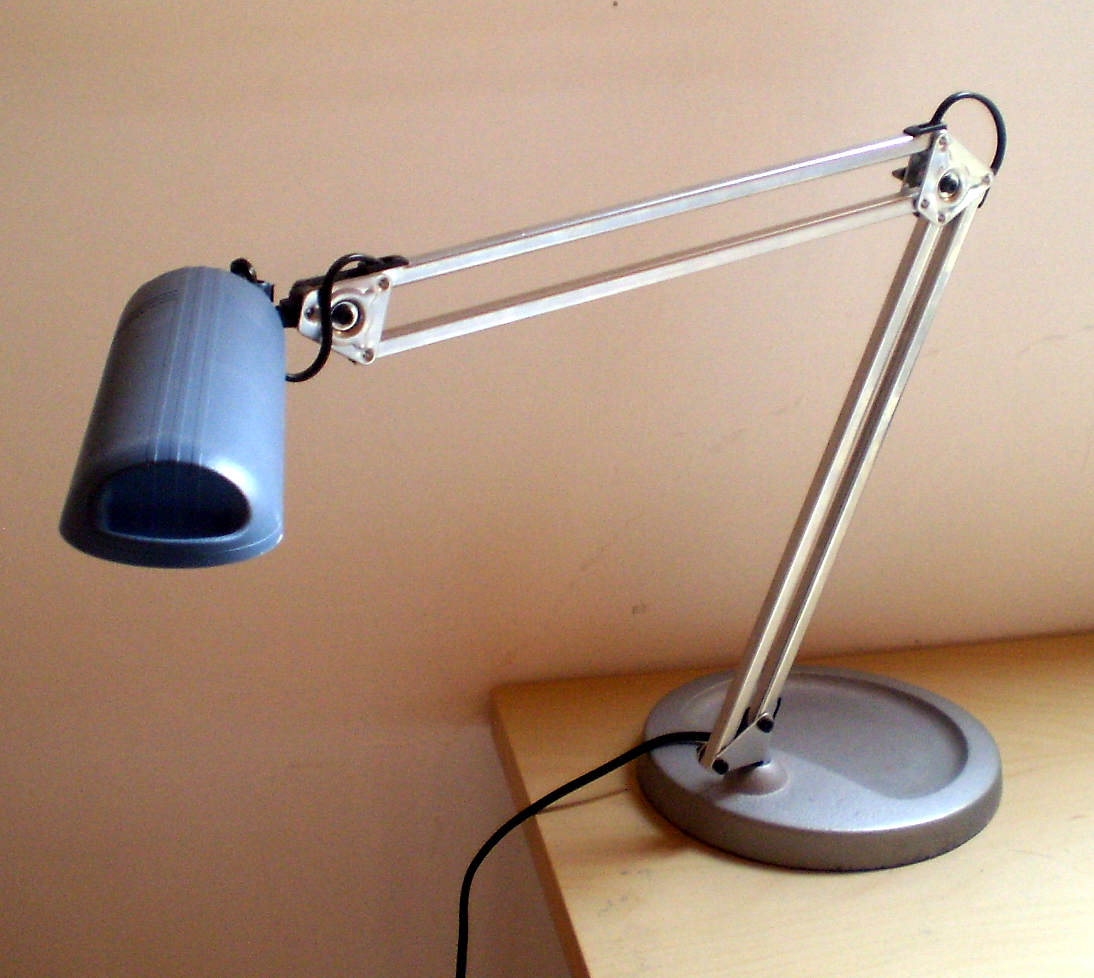
Schreibtischlampe mit zwei Doppelarmen. Die Lampe behält beim Auf- und Ab- und beim Hin- und Her-Schwenken ihre Richtung im Raum.
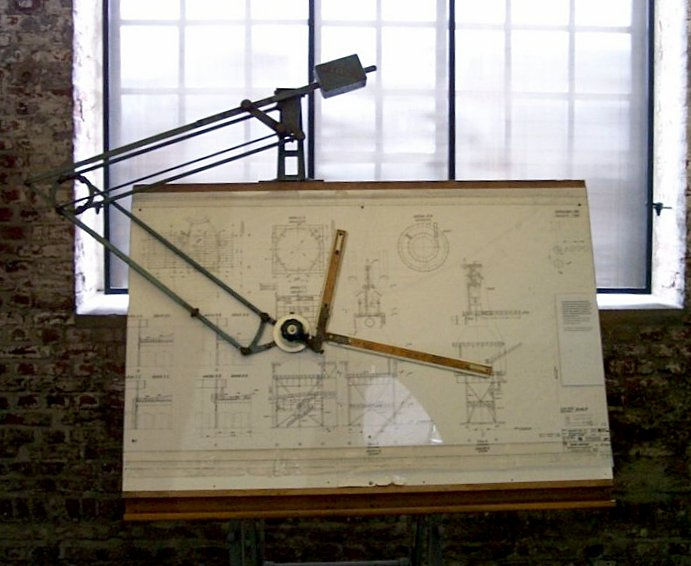
Zeichenmaschine mit zwei Doppelarmen. Der Zeichnungskopf mit Linealen behält beim Auf- und Ab- und beim Hin- und Her-Schwenken seine Richtung in der Zeichenebene.